# Андрій Войнаровський
Андрій Іванович Войнаровський (близько 1689 — 1740) — осавул Війська Запорозького Городового (1701–1716). Небіж та спадкоємець гетьмана Івана Мазепи по материнській лінії. Одна із постатей Мазепинської політичної еміграції в Європі. Представник стародавнього шляхетського роду Войнаровських.

## Біографія
Син шляхтича Яна Войнаровського від його другого шлюбу з Олександрою Мазепою, рідною сестрою гетьмана Івана Мазепи. Виховувався при гетьманському дворі свого дядька. Навчався в Києво-Могилянському колегіумі та найкращих університетах Німеччини. Деякий час перебував при дворі короля Августа ІІ Сильного.
Осавул Війська Запорізького Городового. Власник великих маєтностей на Гетьманщині, довірена особа гетьмана, активний учасник його антимосковських дій.
1708 — за рішенням Генеральної Ради війська Запорозького Городового підтримав союз із шведським королем Карлом ХІІ.
Після поразки у Полтавській битві 1709 емігрував у Бендери (Молдовське князівство), а звідти до Німеччини, де перебував під захистом шведської корони як її підданий.
Розглядався козацькою старшиною як один із претендентів на гетьманську булаву поруч з такими кандидатами як Пилип Орлик та Кость Гордієнко. Після смерті Гетьмана Івана Мазепи і успадкування його майна (яке було визнано Карлом ХІІ приватною власністю, а не власністю Гетьманщини), Войнаровський використав його для розбудови політичної еміграції та організації антимосковської коаліції.
1710–1711 — разом із Гетьманои Пилипом Орликом заохочував уряди Османської імперії, Кримського ханства та європейські країни до війни з Московським царством.
За наказом Петра І Генерального Осавула Андрія Войнаровського 1716 викрадено агентами московського консула у Гамбурзі (Німеччина) і після важкого дипломатичного скандалу переправлено до Петербурга. До 1723 року перебував в ув'язненні у Петропавлівській фортеці. Звідси заслали до Якутська, де він помер 1740.

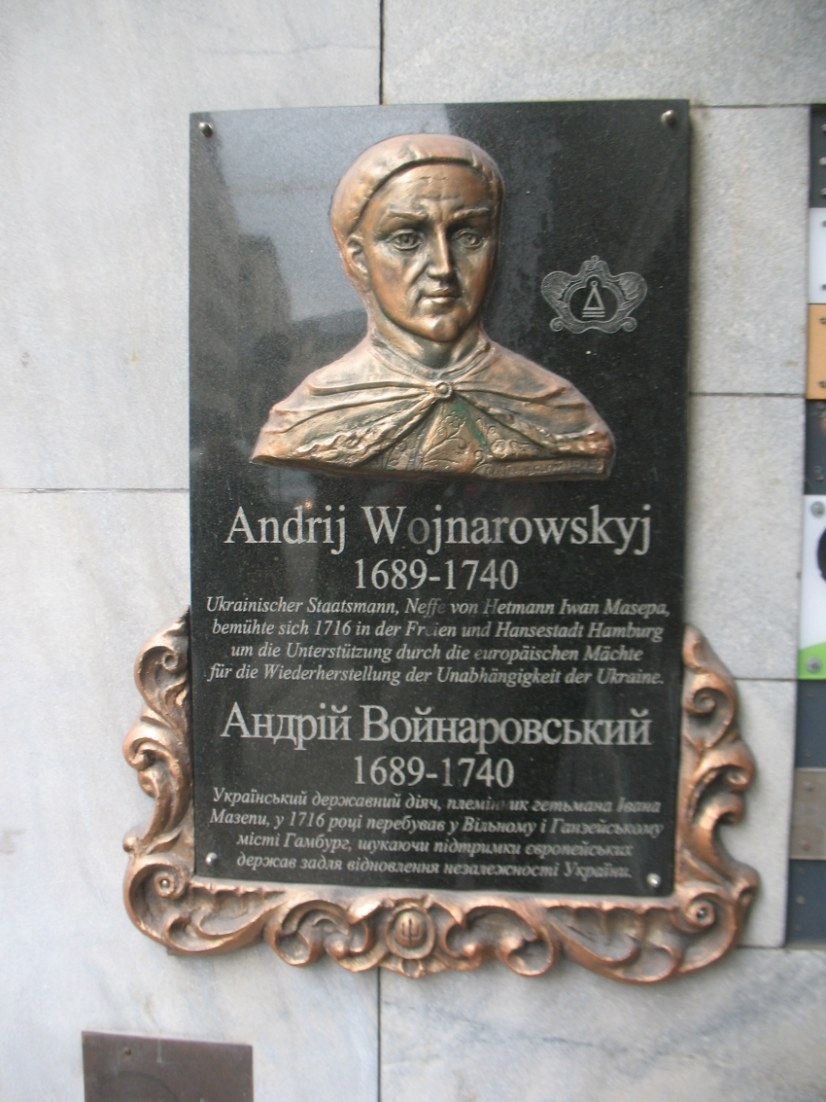
Меморіальна дошка Андрію Войнаровському у Гамбургу по вул. Große Johannisstraße 13. Фото 2013 р.

## Вшанування пам'яті
На честь нього названо декілька пластових куренів:
- 47-й курінь Уладу Пластунів Юнаків та Пластунок Юначок (УПЮ) ім. Андрія Войнаровського (Шептицький);
- 100-й курінь Уладу Старших Пластунів (УСП) ім. Андрія Войнаровського;
- 7-й курінь Уладу Пластунів Сеньйорів (УПС) ім. Андрія Войнаровського[3].

Неподалік від ратуші у Гамбургу на вул. Große Johannisstraße 13 встановлено меморіальну дошку Андрію Войнаровському
З прізвищем Войнаровський, можливо, пов'язана назва села Винарівка (колись Войнаровка) у Ставищенському районі Київської області. Прізвище походить від дідичного «гнізда» — поселення Войнарова в Київському повіті.

### У літературі
«Войнаровський» — поема Кіндрата Рилєєва.